# Lanfear (groupe)
Pour les articles homonymes, voir Lanfear.
Lanfear est un groupe allemand de power metal, originaire de Gundelsheim, Bade-Wurtemberg, actif entre 1993 et 2020. 

## Histoire
Le groupe est formé en 1993. Leur premier album Towers en 1996, est une auto-production. Le groupe n'ayant aucune offre particulière de la part de maisons de disques, Le deuxième album, beaucoup plus progressif (pour ne pas dire le plus progressif), Zero Poems sort en 1999 au label Famous Kitchen. La fin de 1999 est marqué par le changement de distributeur qui devient Music Point. 
En 2000, Stefan Zoerner, leur claviériste et chanteur attitré, annonce son départ. Très peu de temps après, Lanfear trouve un claviériste en la personne de Richie Seibel (Charisma, Ivanhoe). Puis suit l'arrivée du nouveau chanteur Tobias Althammer (Painful Faith). Le nouvel album, The Art Effect sort en 2004 et marqua encore un nouveau tournant dans le groupe puisque beaucoup de changements de rythmes et de sonorités plus heavy marquent le renouveau de Lanfear.
Leur album Another Golden Rage sort en 2005. En 2011, le groupe annonce un nouvel album, et sort finalement This Harmonic Consonance en 2012. En 2016, ils sortent leur dernier album en date, The Code Inherited en 2016,.
En 2020, le groupe annonce sa séparation.

## Discographie
- 1996 : Towers (auto-production)
- 1999 : Zero Poems
- 2004 : The Art Effect
- 2005 : Another Golden Rage
- 2008 : X to the Power of Ten
- 2012 : This Harmonic Consonance
- 2016 : The Code Inherited